# Valeriana merxmuelleri
Valeriana merxmuelleri är en kaprifolväxtart som beskrevs av W. Seitz. Valeriana merxmuelleri ingår i släktet vänderötter, och familjen kaprifolväxter. Inga underarter finns listade i Catalogue of Life.